# Rhamnus alaternus
Rhamnus alaternus là một loài thực vật có hoa trong họ Táo. Loài này được L. miêu tả khoa học đầu tiên năm 1753.
Rhamnus alaternus là cây bụi thường xanh cao 1–5 mét (3 ft 3 in–16 ft 5 in).

## Hình ảnh

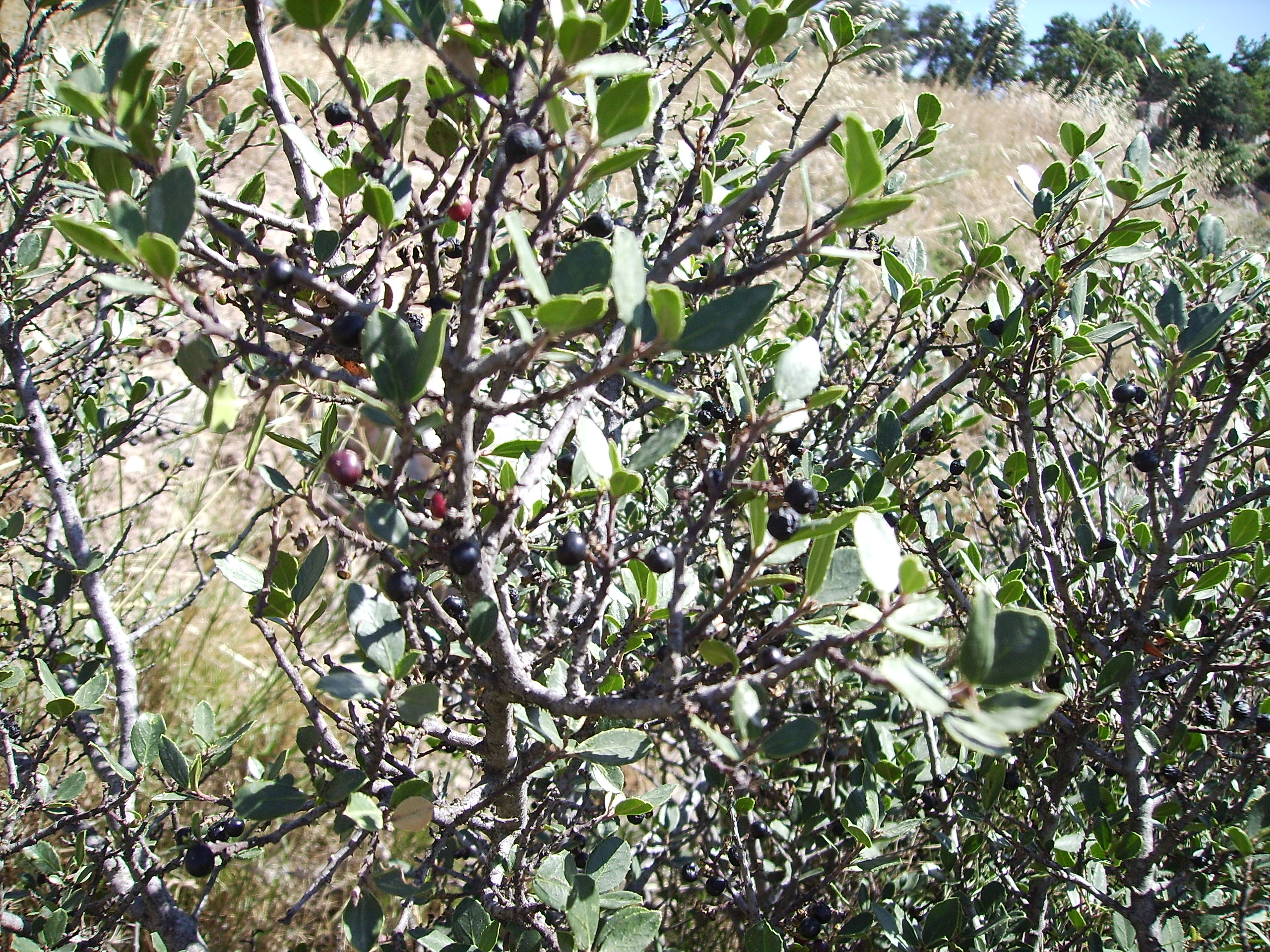
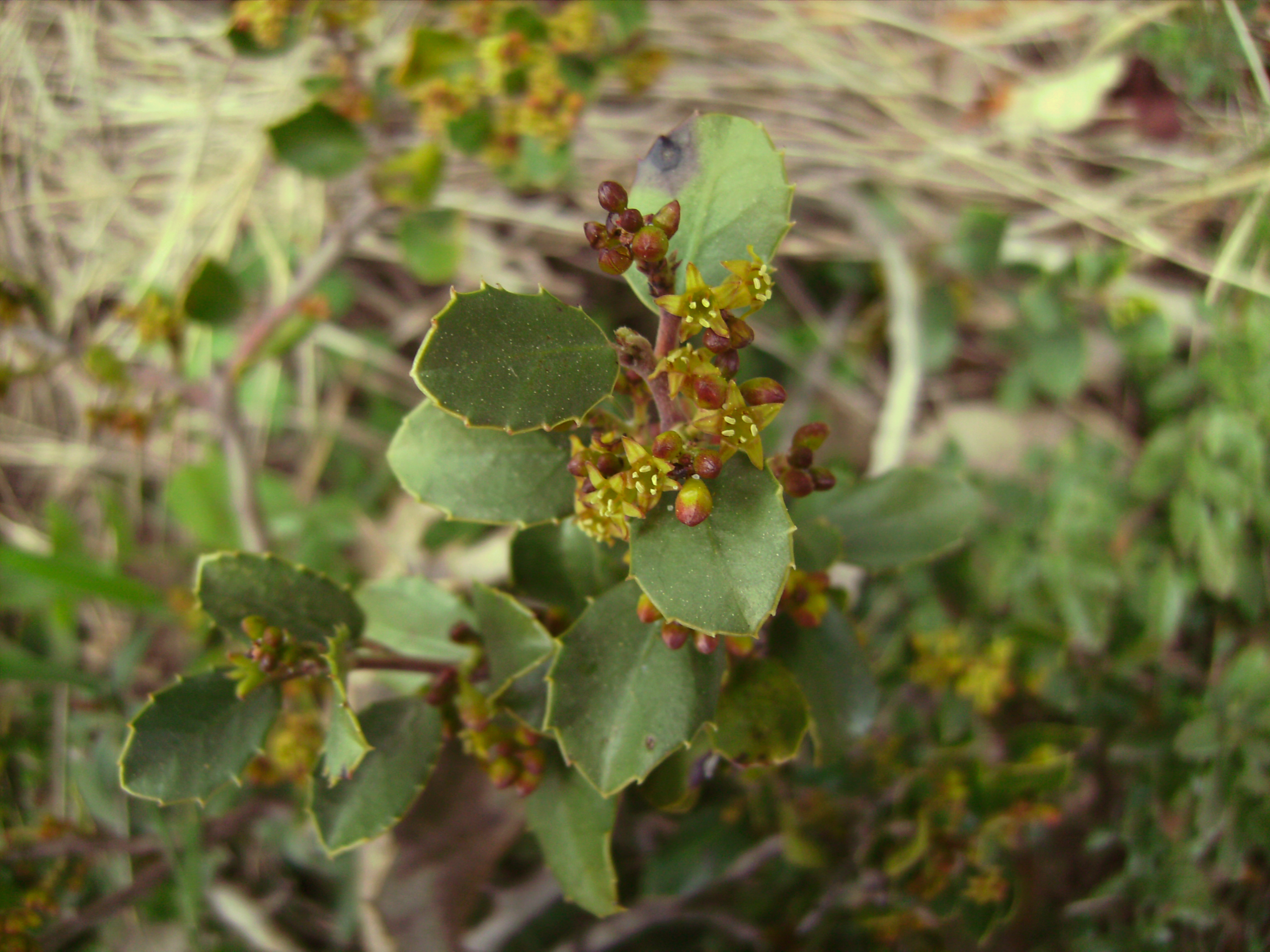
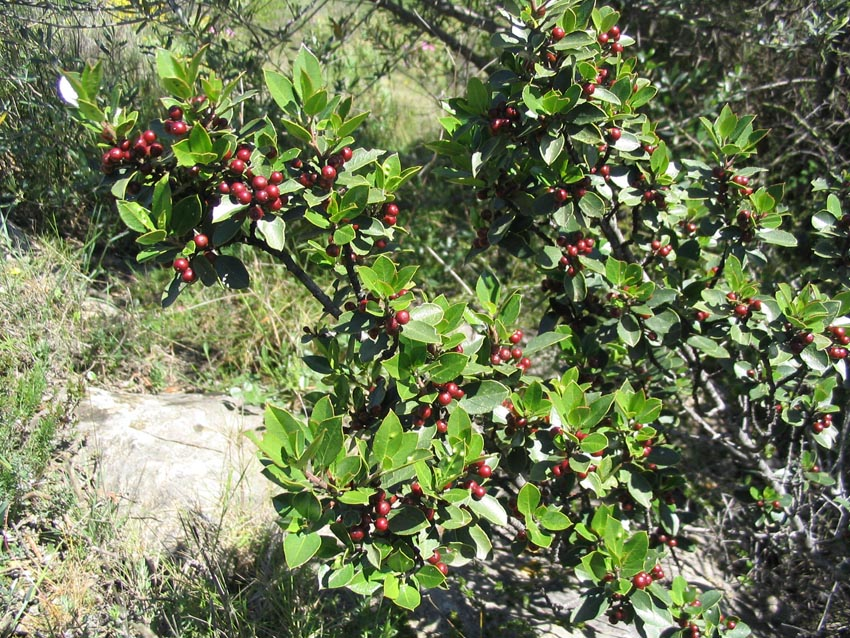
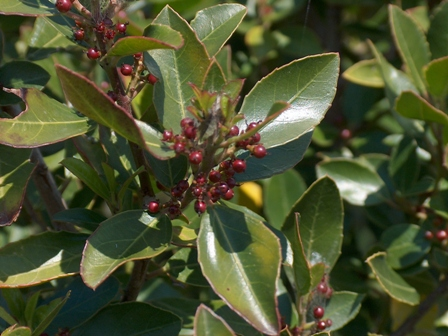